# Веселі Боковеньки
Весе́лі Бокове́ньки —  село в Україні, у Гурівській сільській громаді Кропивницького району Кіровоградської області. Населення становить 44 осіб.

## Географія
Село розташоване на лівому березі річки Боковенька, правої притоки Бокової.

## Рекреаційні ресурси
- Дендропарк «Веселі Боковеньки» (закладений у 1893 році).

## Населення
Згідно з переписом УРСР 1989 року чисельність наявного населення села становила 61 особа, з яких 27 чоловіків та 34 жінки.
За переписом населення України 2001 року в селі мешкали 44 особи.

### Мова
Розподіл населення за рідною мовою за даними перепису 2001 року:
| Мова       | Відсоток |
| ---------- | -------- |
| українська | 93,18 %  |
| російська  | 6,82 %   |